# CD66f
Pregnancy-specific beta-1-glycoprotein 1 (synonym PBG1, CD66f) ist ein Oberflächenprotein und Zelladhäsionsmolekül aus der Immunglobulin-Superfamilie.

## Eigenschaften
CD66f wird während der Schwangerschaft in Syncytiotrophoblasten gebildet und erreicht im Blutserum der Mutter vergleichsweise hohe Konzentrationen von 100 bis 290 mg/l. Es ist glykosyliert.